# Plückerjeva konoida
Plückerjeva konoida  (tudi cilindroid ali klinasti odsek stožca) je ploskev četrte stopnje. 
Plückerjeva konoida je dana s funkcijo dveh spremenljivk
{\displaystyle z={\frac {2xy}{x^{2}+y^{2}}}.}
Z uporabo cilindričnih koordinat lahko zgornjo funkcijo pišemo kot 
{\displaystyle x=v\cos u,\quad y=v\sin u,\quad z=\sin 2u.}  To pa pomeni, da je  Plückerjeva konoida tudi prava konoida. Dobimo jo z vrtenjem horizontalne daljice okoli z-osi z nihajočim gibanjem (s perido 2π) vzdolž segmenta [-1, 1] osi (glej prvo animacijo spodaj).
Posplošitev  Plückerjeve konoide je dana s parametričnimi enačbami
{\displaystyle x=v\cos u,\quad y=v\sin u,\quad z=\sin nu}
kjer je 
- {\displaystyle n} število gub (zavojev) na ploskvi

Parametrizacija v polarnih koodinatah je enaka
{\displaystyle x(r,\theta )=r\cos(\theta )}
{\displaystyle x(r,\theta )=r\sin(\theta )}
{\displaystyle x(r,\theta )=2\cos(\theta )\sin(\theta )} 

## Gaussova ukrivljenost
Gaussova ukrivljenost  Plückerjeve konoide je enaka
{\displaystyle K={\frac {4c^{2}n^{2}\cos ^{2}(nt)}{{2r^{2}+c^{2}r^{2}[1+|cos(2nt)]}^{3/2}}}} 

## Srednja ukrivljenost
Srednja ukrivljenost je enaka
{\displaystyle H={\frac {{\sqrt {2}}cn^{2}r\sin(nt)}{{2r^{2}+c^{2}r^{2}[1+[\cos(2nt)]}^{3/2}}}} 
- Plückerjeva konoida Arhivirano 2011-02-11 na Wayback Machine. (angleško)
- Plückerjeva konoida[mrtva povezava] (angleško)